# Diafarabé
Diafarabé is een gemeente (commune) in de regio Mopti in Mali. De gemeente telt 14.900 inwoners (2009).